# فاكويتا
الفاكويتا (بالإنجليزية: Phocoena sinus)‏ حرفياً «البقرة الصغيرة» ، هو نوع من خنازير البحر مستوطنة في الطرف الشمالي من خليج كاليفورنيا (بحر كورتيز). يبلغ متوسط طوله 150 سم (4.9 قدم) (إناث) أو 140 سم (4.6 قدم) (ذكور) ، وهو أصغر الحيتانيات الحية اليوم ، النواع على وشك الانقراض. يرجع الانخفاض الحاد في الوفرة في المقام الأول إلى الصيد العرضي في الشباك الخيشومية الغير القانونية. 

## التصنيف
تم وصف الفاكويتا لأول مرة كنوع من قبل اثنين من علماء الحيوان ، كينيث س. نوريس وويليام إن ماكفارلاند ، في عام 1958 بعد دراسة مورفولوجيا عينات الجمجمة الموجودة على الشاطئ. لم يُسمح إلا بعد ما يقرب من ثلاثين عامًا ، في عام 1985 ، أن تسمح العينات الجديدة للعلماء بوصف مظهرهم الخارجي بالكامل. 

## الوصف

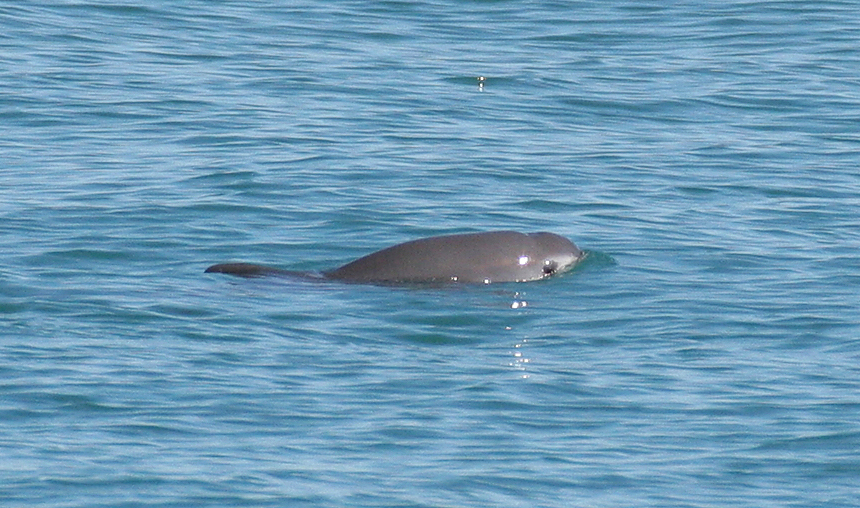
حلقات العين الداكنة المميزة

حلقات العين الداكنة المميزة أصغر أنواع الحيتانيات الحية ، يمكن تمييز الفاكويتا بسهولة عن أي نوع آخر في مداها. له جسم صغير ذو زعنفة ظهرية مثلثة طويلة وطويلة بشكل غير عادي ، ورأس مستدير ، وليس له منقار مميز. يكون اللون في الغالب رماديًا مع ظهر أغمق وحقل بطني أبيض.  تحيط بشفتاه وعيناه بقع سوداء بارزة. يظهر إزدواج الشكل الجنسي في حجم الجسم ، حيث تكون الإناث الناضجة أطول من الذكور ولها رؤوس أكبر وزعانف أوسع.   يبلغ الحد الأقصى لحجم الإناث حوالي 150 سم (4.9 قدم) ، بينما يصل حجم الذكور إلى 140 سم (4.6 قدم).  يكون ارتفاع الزعنفة الظهرية أكبر في الذكور منه عند الإناث. 

## التوزيع والسكن
يقتصر موطن الفاكويتا على جزء صغير من أعلى خليج كاليفورنيا (يُسمى أيضًا بحر كورتيز) ، مما يجعله أصغر مجموعة من أي نوع من الثدييات البحرية. إنهم يعيشون في المياه الضحلة والعكرة التي يقل عمقها عن 150 مترًا (490 قدمًا). 

## الغذاء
الفاكويتا هي أخصائيين عامين ، تبحث عن مجموعة متنوعة من أنواع أسماك القاع مثل القشريات والحبار ، على الرغم من أن الأسماك القاعية مثل البهاريات تشكل معظم نظامها الغذائي.

## السلوك الاجتماعي

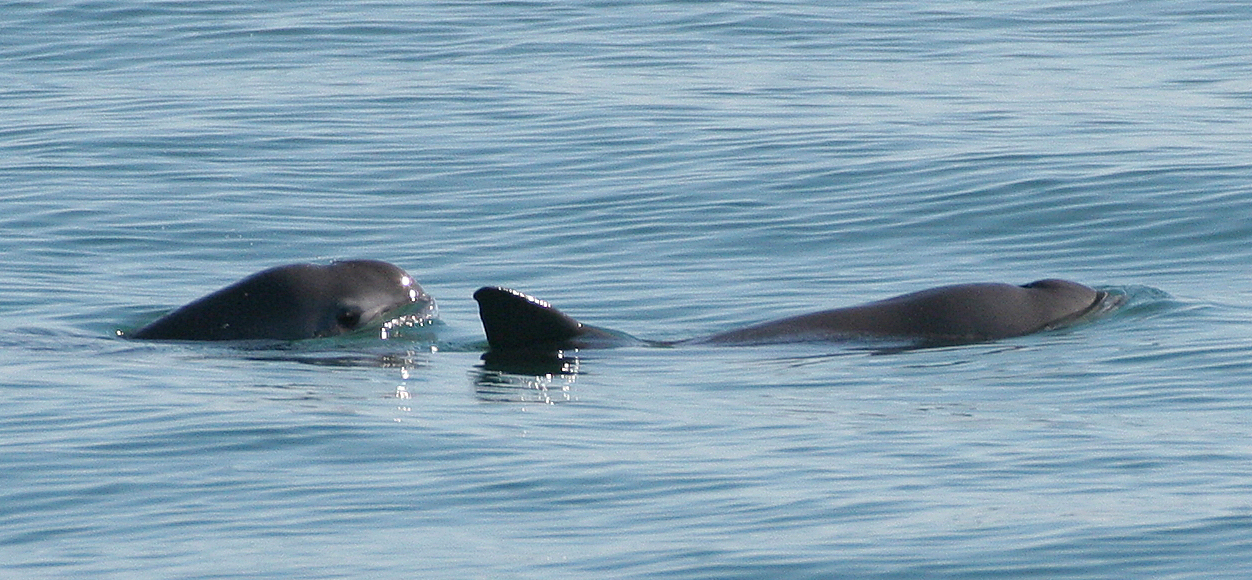
زوج من الفاكويتا

زوج من الفاكويتا تُرى الفاكويتا بشكل عام منفردة أو في أزواج ، غالبًا مع عجل ، ولكن تمت ملاحظتها في مجموعات صغيرة تصل إلى 10 أفراد. لا يُعرف سوى القليل عن تاريخ حياة هذا النوع. يُقدر متوسط العمر المتوقع بحوالي 20 عامًا وعمر النضج الجنسي في مكان ما بين 3 و 6 سنوات.  في حين أن التحليل الأولي للفاكويتا الذين تقطعت بهم السبل قدّر فترة ولادة تبلغ عامين ، تشير بيانات المشاهدات الحديثة إلى أن الفاكويتا يمكن أن تتكاثر سنويًا.  يُعتقد أن الفاكويتا لديها نظام تزاوج متعدد الزوجات يتنافس فيه الذكور على الإناث. يتضح هذا التنافس من خلال وجود مثنوية الشكل الجنسية (الإناث أكبر من الذكور) ، وأحجام المجموعات الصغيرة ، والخصيتين الكبيرتين (تمثلان ما يقرب من 3٪ من كتلة الجسم). 

## التعداد
نظرًا لأنه تم وصف الفاكويتا بالكامل فقط في أواخر الثمانينيات ، فإن الكثافة التاريخية غير معروفة. تم إجراء أول مسح شامل للفاكويتا في جميع انحاء انتشارها في عام 1997 وقدر عدد افرادها بـ 567 فردًا. بحلول عام 2007 ، قدرت الوفرة انخفضت إلى 150 فرداً.  قُدرت وفرة افرادها اعتبارًا من عام 2018 بأقل من 19 فردًا.  بالنظر إلى المعدل المستمر للمصيد العرضي وانخفاض الإنتاج التناسلي لمجموعة صغيرة من افرادها، فمن الممكن أن يكون هناك ما لا يقل عن 10 فاكويتا على قيد الحياة اليوم. 

## التهديدات
المصيد العرضي تسبح فاكويتا في المقدمة مع قوارب الصيد في المسافة الانخفاض الحاد في وفرة الفاكويتا هو نتيجة الصيد العرضي لمصايد الأسماك في الشباك الخيشومية التجارية وغير القانونية ، بما في ذلك مصايد الأسماك التي تستهدف حاليًا أسماك التتبابة والروبيان وأنواع الأسماك المتاحة الأخرى المهددة بالانقراض.  على الرغم من اللوائح الحكومية ، بما في ذلك الحظر الجزئي للشباك الخيشومية في عام 2015 وإنشاء منطقة حظر دائمة للشباك الخيشومية في عام 2017 ، لا يزال الصيد غير القانوني منتشرًا في موائل الفاكيتا ، ونتيجة لذلك استمر انخفاض عدد افرادها. 

## حالة الحفظ
تم إدراج الفاكويتا على أنها مهددة بالانقراض على القائمة الحمراء للـ الاتحاد الدولي لحفظ الطبيعة. ، يعد أكثر الثدييات البحرية المهددة بالانقراض في العالم.   هذا النوع محمي أيضًا بموجب قانون الأنواع المهددة بالانقراض في الولايات المتحدة ، والملحق الثاني في معاهدة التجارة العالمية لأصناف الحيوان والنبات البري المهدد بالانقراض.

## جهود الحفظ
أوصت الحكومة المكسيكية ، واللجان الدولية ، والعلماء ، ومجموعات الحماية بخطط للمساعدة في تقليل معدل الصيد العرضي ، وفرض حظر الشباك الخيشومية ، وتعزيز استعادة السكان. أطلقت المكسيك برنامجًا في عام 2008 يسمى PACE-VAQUITA في محاولة لفرض حظر الشباك الخيشومية في محمية المحيط الحيوي ، والسماح للصيادين بتبديل شباكهم الخيشومية بمعدات صيد آمنة للفاكويتا. 